# Pédagogie Reggio
 (août 2021).
La pédagogie Reggio est une pédagogie, à l'origine pour le préscolaire, développée au cours des années 1960 par Loris Malaguzzi dans la ville de Reggio d'Émilie. Cette expérience sera le fruit d'un travail commencé dans cette même commune au cours des années 1940 et repose sur les connaissances et les théories du développement de l'enfant selon Piaget, Bruner et Watzlawick.
L'expérience éducative repose sur une vision humaniste et démocratique. Elle se traduit par l'absence de hiérarchie dans les jardins d'enfants, par la direction concertée de la garderie des éducateurs et des parents, ainsi que par la vision de la garderie comme centre de cristallisation culturelle dans les quartiers.

## Description
L'approche se fonde sur, :
- une approche interdisciplinaire des savoirs plutôt que par discipline
- un nombre important d'éducateurs (deux pour un groupe d'enfants)
- un travail par projets plutôt que par programmation
- l'observation et la documentation des démarches individuelles et de groupe
- la collaboration par la discussion et le débat
- l'autoformation des enseignants
- la participation des familles à la vie de la classe

Cette approche fait en pratique d'une crèche ou d'une école un espace d'exploration enrichi, lieux et moyens où les enfants explorent et découvrent à partir d'ateliers ; selon leur personnalité ou tempérament, désir ou humeur.

## L'image de l'enfant «riche»
Malaguzzi considère les enfants comme riches en potentiels et en compétences, en relation avec les adultes et les autres enfants, actifs et co-créateurs de savoirs, d'identités, de cultures et de valeurs, à la différence d'une définition innéiste des talents ou passive des enfants face au monde.
L'un de ses éléments clé de compréhension est le concept « des cent langages des enfants » allant « [des] langages  mathématiques  et  scientifiques  aux  nombreux  langages   poétiques   ou   esthétiques   qui   trouvent,   par   exemple, à s’exprimer par la musique, le chant, la danse ou la photographie ». Ces « cent langages n'étant » autre que « différentes manières dont les enfants (êtres humains)  représentent,  communiquent  et  expriment  leurs  pensées  par  l’entremise  de  différents  médias  et  systèmes  symboliques ».

## Le rôle de l'éducateur
L'éducateur est un technicien, un professionnel lui-même « riche » et « démocratique ». Il institue un cadre et met en place les activités dans lesquelles l'enfant pourra choisir, expérimenter, réfléchir, débattre et se concentrer. Enfin, il verbalise et accompagne les découvertes et les progrès expérimentaux accomplis par les enfants[réf. nécessaire].
À Reggio de Emilia, l'éducateur peut recevoir deux types d'appui dont celui venant des pedagogistas (pédagogues) et des atelieristas (artistes, animateurs). Les pedagogistas aident les éducateurs dans leur autoformation, la compréhension des processus d'apprentissage et du travail pédagogique. Les atelieristas sont formés aux arts visuels, ils aident l'enfant à développer des langages visuels, apportent une dimension esthétique aux apprentissages et font les liens entre les dimensions cognitives, rationnelles, expressives et imaginatives des enfants[réf. nécessaire].

## Les espaces dans la pédagogie de Reggio
Les espaces sont considérés comme le « troisième éducateur » - ce qui peut se comprendre de différentes façons.
Les espaces communiquent entre l'extérieur et l'intérieur.
Certains offrent à l'enfant de la sécurité (salles offrant la possibilité de se ressourcer), d'autres leur proposent des activités (ateliers, salles de rencontres). Les salles réservées à la création et aux découvertes sont ouvertes, enfants et éducateurs peuvent les compléter ou les aménager selon leurs besoins. On y trouve typiquement des miroirs de différentes formes, des espaces de jeu symboliques (déguisements, théâtre d'ombre), des boîtes aux lettres, des projecteurs et des lampes. Tout ceci interpelle l'enfant et l'incite à prendre conscience de son identité par des jeux, à accepter d'essayer d'avoir un autre rôle, de communiquer avec les autres. Le jeu permettant d'être soi tout en se protégeant au travers d'un autre[réf. nécessaire].